# 曹其峰
曹其峰（英語：Silas Chou，1946年—），香港、美国实业家、慈善家时尚界、时装界大亨。

## 生平
祖籍浙江宁波鄞县，现为鄞州区，生于香港。曹光彪家族成员，生父香港纺织业巨头曹光彪。姐曹其真，兄曹其镛。
1969年隻身前往葡萄牙，在里斯本創辦毛紡廠，至80年代幾乎壟斷了葡萄牙的毛紡業，並且以葡萄牙為家，娶妻生子。
1989年，收购了汤米·希尔费格（Tommy Hilfiger）股份，成为大股东，并与加拿大时尚界大亨劳伦斯·斯特罗尔（Lawrence Stroll）联手，共同执掌永新集团。
20世纪90年代，先后投资汤米·希尔费格（Tommy Hilfiger）亚洲、卡尔·拉格菲尔德（Karl Lagerfeld），Pepe牛仔（Pepe Jeans）等时装界顶级品牌。创办Iconix China Ltd.，并向中国大陆大力拓展业务。
2011年11月，旗下最大Michael Kors上市，估价短期涨幅75%，隔年至2012年，市值已超90亿美元，2013年初，超111亿美元，超过英国百年老牌Burberry (当时市值95亿美元)，被称为“10年打造10亿美元级别MK品牌”。
2012年，投资 CFDA/Vogue Fashion Fund 中国交流。
2012年9月，斥资5000万美元，购入美国纽约豪宅One57。

## 家庭
- 其父曹光彪20世纪90年代位列首十位福布斯香港富豪榜，而曹其峰于2012年以21亿美元位列福布斯香港富豪榜首20位，父子双双列榜，商界美谈[2]。
- 其姊曹其真為澳門政治人物，曾任澳門特別行政區立法會首屆主席。
- 有二子二女。二子 Luis 和 Bruno 為與葡萄牙前妻所生，共同創立了永新集團（ Novel Group ）下的風險投資公司 Novel TMT Ventures[5]。二女均在时尚界享有盛名[2]。长女曹颖惠(Veronica Chou)，负责经营Iconix China Ltd.。2012年11月，嫁給俄羅斯裔企業家柯義（Evgeny Klyucharev）[6]。二女薇薇安•曹(Vivian Chou)，美国时装企业家。

## 荣誉
- “The Business of Fashion”中国时尚产业推动者[1]